# 鍾玲玲 (歌手)
鍾玲玲（1947年—），原名鍾昭薇，祖籍四川，香港女歌手、演員。

## 生平
鍾玲玲早期參加《星島日報》主辦的「全港業餘歌唱比賽」，贏得歐西歌曲組冠軍，獲香港百代唱片簽約。鍾玲玲樣子甜美，音域遼闊，歌聲嘹亮，以個人風格翻唱外語歌，有「青春歌后」的美譽。 她沒有受過聲樂訓練，精湛歌藝完全靠聽收音機自學。她以唱英語歌和國語時代曲為主，為邵氏唱了多首電影歌曲。鍾玲玲唱英文歌，字正腔圓，完全沒有口音。她是無綫電視開台時的台柱歌手，主持歌唱節目，常在歡樂今宵亮相，亦在其他節目做嘉賓。鍾玲玲曾在多部電影演出、客串，其中在李小龍電影「龍爭虎鬥」飾演英國情報員。1976年她與石修合唱無綫電視劇集主題曲《心有千千結》。
她是香港最後一間 Cabaret 式夜總會“碧麗宮”的首位駐場歌星。其姊鍾曉薇是TVB1970年代的天氣報告女郎。
鍾玲玲於1980年代初期退出歌壇，到美國定居。與著名音樂人鮑比達結婚，現已離異。她育有一子，現居美國南加州。

## 作品

### 唱片
- 1966年： 《A Go Go》(EMI)[4]
- 1967年： 《愛情鐘 Bell A Go Go》 (EMI)
- 1967年： 《假惺惺 Let's Pretend》 (EMI)[5]
- 1968年： 《紅鸞星動》電影原聲帶(EMI)[6]
- 1968年： 《I Want Action》(EMI)
- 1968年： 《迷你，迷你 Mini Mini》(EMI)
- 1968年： 《野火 Wild Flame》(EMI)
- 1969年： 《聖誕快樂 Merry Christmas》(EMI)
- 1969年： 《我祝福他 Massachusetts》(EMI)
- 1969年： 《桃李春風 Dark Semester》電影原聲帶(EMI)[7][8]
- 1969年： 《春火 My Son》電影原聲帶(EMI) [9][10]
- 1969年： 《慾燄狂流 Torrent of Desire》電影原聲帶(EMI)[11][12]
- 1970年： 《情感的債 One Day》(EMI)
- 1970年： 《浪子之歌 The Lark》(EMI)
- 1970年： 《蝴蝶飛 The Butterfly》(EMI)
- 1970年： 《迷你小姐 Mini-Midi-Maxi Girl》(EMI)
- 1971年： 《愛情故事 Love Story》(EMI)
- 1974年： 《Betty Chung》(EMI)
- 1976年： 《Peter Pan 小飛俠》香港版舞台劇原聲帶[13]
- 1977年： 《狂潮. 心有千千結》無綫電視劇原聲帶 (娛樂唱片)[14]
- 1977年： 《大家姐與大狂魔》電影原聲帶 (好市唱片)
- 2005年： 《百代百年系列7：西洋風（一）大江東去》 (EMI)

### 廣告
- 1974年：中華製漆菊花牌乳膠漆[15] 「菊花歌」[16]

### 電視節目
- 「星光晚會」主持(TVB)
- 「歡樂今宵」(TVB)
- 1975年：「千嬌百媚俏佳人」(TVB)
- 1977年：第一屆香港金唱片頒獎典禮表演嘉賓(TVB)
- 1977年：1977年度香港小姐選舉總決賽表演嘉賓(TVB)
- 1980年：歡樂今宵台慶之夜表演嘉賓(TVB)
- 1983年：TVB《歡樂今宵》4000次 表演嘉賓
- 2006年：接受沈殿霞「友緣相聚」訪問(TVB)

### 電影
1973年：龍爭虎鬥 Enter the Dragon 飾 美玲